# Nikita Ivanovič Panin
Nikita Ivanovič Panin (rusky Ники́та Ива́нович Па́нин; 18. záříjul./ 29. září 1718greg., Gdaňsk – 31. březnajul./ 11. dubna 1783greg., Petrohrad) byl ruský hrabě a vlivný státník. Byl politickým mentorem Kateřiny Veliké prvních 18 let její vlády (1762–1780). V této roli prosazoval takzvanou Severní alianci mezi Ruskem a Pruskem a užší vztahy s Fridrichem Velkým a zřízení poradní rady carevny. Kateřina jmenovala do Senátu mnoho členů Paninovy mocné rodiny. Paninův odpor vůči dělení Polska vedl k tomu, že byl nahrazen poddajnějším knížetem Bezborodkem.